# Ohne Dollar keinen Sarg
Ohne Dollar keinen Sarg (Originaltitel: El precio de un hombre) ist ein Western des spanischen Regisseurs Eugenio Martín aus dem Jahr 1966. Deutschsprachige Erstaufführung des nach dem gleichnamigen Roman von Marvin H. Albert entstandenen Films war am 9. Februar 1967.

## Handlung
Während seiner Überstellung ins Gefängnis von Yuma kann der gefürchtete Bandit José Gómez Faradin mit Hilfe der jungen Anna Eden an einer Postkutschen-Station fliehen; er und zwei seiner ebenfalls anwesenden Spießgesellen richten dabei ein Blutbad an. Der Kopfgeldjäger Luke Chilson, der hinter Gómez her ist, trifft bald darauf in der sehr kleinen Ortschaft New Charcos ein, in der Anna ihren Onkel – ein Saloon-Besitzer und ehemaliger Sheriff – als Köchin sowie Kellnerin unterstützt. Chilson, der zuvor schon zwei steckbrieflich Gesuchte zur Strecke bringen konnte, wartet auf den Outlaw und kann ihn überlisten. Da die Einwohner wegen der vermeintlichen Volkstümlichkeit von Gómez auf dessen Seite sind, kehren sich die Verhältnisse jedoch bald um: Der Schmied sorgt dafür, dass Chilson seinen Gefangenen wieder verliert. Gómez behandelt Chilson fortan grausam, tötet ihn aber nicht. Jedoch zeigt sich nun mehr und mehr der wahre Charakter des überaus fiesen Unholds: Als eine Gruppe seiner Gefolgsleute die sehr kleine Kommune (es gibt nur eine Herberge mit Saloon, eine Schmiede und einen Laden) plündern will, bricht die Gewalt aus, und alle fünf Bewohner wenden sich entsetzt von Gómez ab. Vor allem die in ihren Überzeugungen gewandelte Anna stellt sich auf die Seite des „bounty hunter“, der die Schreckensherrschaft der Bande beenden kann und Gómez im finalen Duell tötet.

## Kritiken
Das Lexikon des internationalen Films sah einen „geschickt inszenierte(n) harte(n) Euro-Western.“ Die italienische Kritik war über die Grausamkeiten und die Zurschaustellung schlechten Geschmackes nicht begeistert, obwohl die Präzision der Inszenierung hervorgehoben wurde. Zu einer ähnlichen Einschätzung gelangt der Evangelische Film-Beobachter: „Europäischer Western, formal von eiskalter Brillanz, aber bei zwielichtigen Charakteren voller unmenschlicher Brutalitäten. Wir müssen abraten!“

## Bemerkungen
Es handelt sich um den ersten Western mit Tomás Milián. Internationaler Titel ist The Bounty Killer.